# Julien Viaud
Louis Marie Julien Viaud (poznat pod pseudonimom Pierre Loti) (Rochefort, Charente-Maritime, 14. siječnja 1850. – Hendaye, 10. lipnja, 1923.) francuski moreplovac i pisac romansi autobiografskog karaktera.

## Karijera
Polazio je mornarsku školu u Brestu i 1906. položio za kapetana. Prije toga je pretočio neke dijelove svojega dnevnika u knjigu, konkretno događaje iz Carigrada, što je urodilo knjigom Aziyadé. 
Priroda posla nosila ga je posvuda po svijetu. Nakon boravka na Tahitiju 1880. napisao je polinezijsku idilu Rarahu koja je pretisnuta kao Le Mariage de Loti, roman na kojem se temelji libreto za operu Lakmé Lea Delibesa. O Senegambiji je pisao 1881. u djelu Le Roman d’un spahi. 
Slavu mu je donio 1883. roman Mon frère Yves. Život bretonskih ribara opisao je u romanu Pêcheur d’Islande, a djelom Madame Chrysanthème udario je temelje svim kasnijim adaptacijama iste teme (Madame Butterfly, Miss Saigon). Godini 1890. pripada dnevnik putovanja u Fez Au Maroc, kao i Le Roman d’un enfant. 
Godine 1891. primljen je u Francusku akademiju. Nastavak Aziyadé piše 1892. pod nazivom Fantôme d’orient. Roman Ramuntcho iz 1897. pripovijeda o krijumčarima u Baskiji. Krajem stoljeća boravio je u britanskoj Indiji, a na jesen 1900. u Kini. Svoje viđenje Pekinga opisao je u Les Derniers jours de Pékin. 
Njegova kasnija djela su: La Troisième jeunesse de Mme Prune 1905; Les Désenchantées 1906; La Mort de Philae 1908.